# Maria Ghezzi

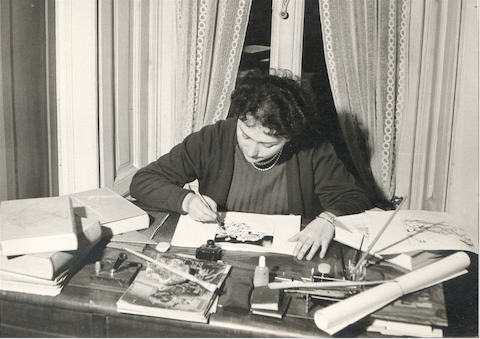
Maria Ghezzi alla scrivania, Milano

Maria Ghezzi, nota anche con lo pseudonimo di La Brighella (Bresso, 23 febbraio 1927 – Milano, 22 febbraio 2021), è stata una disegnatrice, pittrice e scultrice italiana, specialista nel disegno dei rebus della Settimana Enigmistica, a cui dedicò la sua vita professionale dagli anni Cinquanta del '900.

## Biografia
Dopo gli studi presso il liceo artistico dell'Accademia di Brera a Milano, iniziò l’attività di pittrice, disegnatrice di figurini di moda e decoratrice d’interni. L’incontro con l’enigmista Giancarlo Brighenti (pseudonimo Briga) - che diventerà suo marito - la orientò verso il disegno del rebus. Da allora, fino al pensionamento, si dedicò alla realizzazione delle vignette e di altri giochi enigmistici illustrati. In suo onore, si svolge annualmente un concorso di invenzione rebussistica, basato su un suo disegno originale (Concorso “La Brighella”). 

## Attività
La Brighella era l'illustratrice che ha stabilito lo standard visivo del rebus italiano, a partire dal primo rebus che ha illustrato nel 1952 (l'autore era Gian Carlo Brighenti, il capo della sezione rebus della Settimana Enigmistica) .
Alle caratteristiche principali del rebus stabilite da Brighenti - “originalità della trovata e coerenza delle parti del gioco”, “bellezza e contenuto della soluzione” -  il tratto preciso e funzionale di Maria Ghezzi aggiunse la qualità dell’”illustrazione artistica”.
Maria Ghezzi produsse - nella sua lunga e prolifica carriera - decine di migliaia di disegni, realizzati a china. Alcuni originali sono stati esposti alla mostra Ah che rebus!, Cinque secoli di enigmi fra arte e gioco in Italia (Roma, 2010-11) e nella mostra Oltre l'Enigma (Milano, ottobre 2021).